# Schistidium apocarpum
Schistidium apocarpum, das Verstecktkapselige Spalthütchen, ist ein Moos, das in Mitteleuropa auf Mauern bis in die Innenstädte vorkommt.

## Beschreibung
Die Wuchsform der Pflanzen schwankt zwischen niederliegend am Rande der Polster und mehr oder weniger aufrecht in der Mitte der Polster. Die schwarzgrünen, in trockenem Zustand oft fast vollkommen schwarzen Stämmchen sind 1–4 cm lang.
Die Blätter sind breit lanzettlich und enden in einem Glashaar, das aber nicht so lang ist, dass man es mit bloßen Auge sehen könnte. Die Blattrippe reicht bis in das Glashaar. Der ganzrandige, höchstens im Bereich des Glashaars gezähnte Blattrand ist oft bis in die obere Blatthälfte umgerollt. Die Zellen der Blattspreite sind im oberen Teil der Blattes genau so breit wie lang, im unteren Teil länger als breit.
Die Seta ist so kurz, dass die braune runde Kapsel fast ganz in die Blätter eingesenkt ist. Die Columella fällt mit dem Kapseldeckel heraus, so dass die offenen Kapseln sehr weitmündig sind.

## Systematik
Während die Art früher als formenreiche Sammelart gehandhabt wurde, sind im Laufe der Zeit viele Formen als eigene Arten abgetrennt worden. In diese Gruppe Schistidium apocarpum s. l. werden in Mitteleuropa beispielsweise die Arten S. atrofuscum, S. brunnescens, S. confertum, S. strictum und S. trichodon gestellt.

## Verbreitung und Standortansprüche
Das Moos ist kosmopolitisch verbreitet.
Es wächst auf Stein, und zwar meist auf kalkhaltigem Gestein. Auf Mauern, Mörtel oder Beton ist es in Mitteleuropa weit verbreitet und häufig und findet sich zusammen mit Grimmia pulvinata selbst in den Innenstädten.